# Platycheirus meyeri
Platycheirus meyeri är en tvåvingeart som först beskrevs av Fluke 1945.  Platycheirus meyeri ingår i släktet fotblomflugor, och familjen blomflugor. Inga underarter finns listade i Catalogue of Life.